# Бой у Цзиньчжоу
Бой у Цзиньчжоу (Кинчжоу) — бой на подступах к Порт-Артуру, состоявшийся 13 (26) мая 1904 года во время русско-японской войны.

## Ситуация перед боем
Высадившись в конце апреля 1904 года в Бицзыво в 150 км к северу от Порт-Артура, японская 2-я армия генерал-лейтенанта Оку (1-я, 3-я и 4-я пехотные дивизии, всего 35 тыс. чел. при 198 орудиях и 48 пулемётах) двинулась к Цзиньчжоускому перешейку, запиравшему единственный путь наступления на Порт-Артур в самой узкой части Ляодунского полуострова (между Цзиньчжоуским заливом и заливом Хунуэза). На этом перешейке располагалась укрепленная позиция русских, представлявшая собой группу холмов с понижающимися к заливам скатами. К северу, против левого русского фланга, находился сам городок Кинчжоу (в литературе встречаются написания Кинджоу или Цзиньчжоу), к востоку, на правом фланге — гора Самсон, а в тылу — Тафашинские высоты. Фланги были открыты и не обеспечивались от обстрела с моря. Занимая по фронту около 4 км, позиция имела ко дню штурма два яруса траншей для стрелков, пять редутов, три люнета и ещё 13 артиллерийских батарей. Подходы были перекрыты проволочными заграждениями в четыре или пять рядов, а также зарытыми в землю фугасами. Вся система обороны имела телефонную связь. Цзиньчжоуская позиция имела важнейшее значение для обороны передовых подступов к Порт-Артуру, так как от неё до самой крепости больше не было ни одного оборудованного в инженерном отношении рубежа.

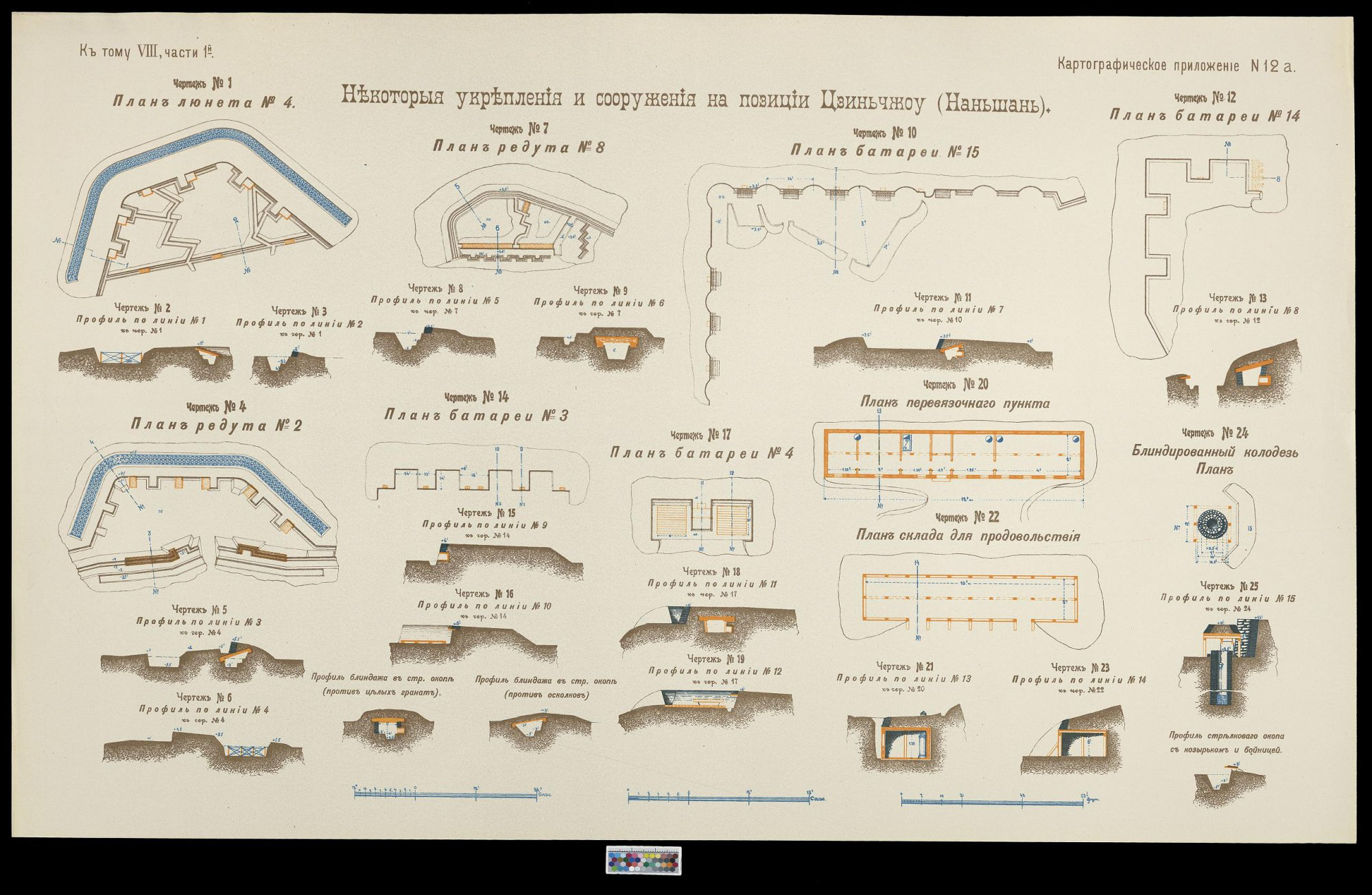
Некоторые укрепления и сооружения на позиции Цзиньчжоу русской армии. 1904 г.

Когда уже обозначилось наступление японцев к перешейку, русские сосредоточили на этом направлении около 18 тыс. своих солдат и офицеров под командованием командира 4-й Восточно-Сибирской стрелковой дивизии генерал-майора А. В. Фока, который для обороны своей передовой позиции выделил всего 14 рот, в том числе 11 из 5-го стрелкового полка полковника Н. А. Третьякова (всего около 3,8 тыс. чел. при 65 орудиях и 10 пулеметах), а остальные войска оставил в резерве.
Город Цзиньчжоу, окружённый стеной, был занят двумя ротами 5-го полка. Генерал, защищавший позицию, получил от командующего войсками Квантунского района генерала Стесселя приказ, аналогичный данному генералу Засуличу в бою на реке Ялу: «задержать противника, но не слишком рисковать» — Стессель счёл, что данная позиция слишком удалена от Порт-Артура и на охрану побережья между этими пунктами не хватит сил гарнизона. А. М. Стессель выделил на оборону перешейка и города один 5-й Восточно-Сибирский стрелковый полк — 3 500 человек. Так как толщина стен города Цзиньчжоу исключала возможность поражения полевой артиллерией, и под защитой городских укреплений могла накопиться для атаки японская пехота, то город решено было занять как передовую позицию. Из полка в составе 11 рот на город было выделено 2, остальные 9 вытянуты в тонкую ниточку по линии недостроенной обороны. Выделять большие силы для упорной обороны этой прекрасной позиции Стессель явно не собирался. При бездействующем флоте и опасности десанта в тыл это было опасно.
7(20) мая японцы трижды атаковали город Цзиньчжоу, но были отбиты его немногочисленным гарнизоном. Ночью 12(25) мая японцы во время сильной грозы начали новую атаку города. Наконец, утром два батальона 1-й японской дивизии прорвались в город и захватили его. Роты 5-го полка отошли на главную позицию.

## Бой
13 (26 мая) состоялся бой у Цзиньчжоу. Атака японской армии на Цзиньчжоускую позицию началась ранним утром. Для содействия атаке в Цзиньчжоуском заливе появились канонерские лодки, которые начали обстрел русской позиции на перешейке. Русские, в свою очередь, выслали в залив Хунуэза свою канонерку «Бобр». Она смогла задержать наступление левого фланга армии Оку (3-я пехотная дивизия). Все атаки японцев в течение первой половины дня были отбиты. При этом русские орудия, поставленные на открытых позициях, были подавлены в течение первых 30 минут боя, и атаки японцев отбивались огнём стрелкового оружия и пулемётов.
Генерал Оку намеревался отдать приказ об отходе, но в это время части 4-й японской дивизии обошли левый фланг русских вдоль полосы прибоя, заняли почти полностью разрушенные русские траншеи на левом фланге и вышли в тыл защитникам позиции.
Приказ об отходе, отданный командиром 4-й стрелковой дивизии генералом А. В. Фоком, дошёл не до всех частей, и, в то время, как одни отступали, другие продолжали ещё сражаться, пока не были перебиты или взяты в плен. Японцы потеряли в бою до 10 % участвовавшего в атаке личного состава: 749 чел. убитыми и 3455 ранеными. Однако потери русских также были тяжёлыми: 184 чел. были убиты, 633 получили ранения, 606 пропали без вести или взяты в плен. 5-й стрелковый полк потерял треть своего состава. При отступлении противнику оставлено множество трофеев, в том числе и вся артиллерия. В сражении японская армия израсходовала свыше 40 тыс. артиллерийских снарядов и около 4 млн патронов. Русские выпустили в бою 7780 снарядов. Остальные части 4-й русской дивизии (около 14 тыс. человек при 44 орудиях) под командованием генерала Фока, находившиеся в 5-10 километрах к югу от Цзиньчжоу, участия в бою не принимали.

## Карты

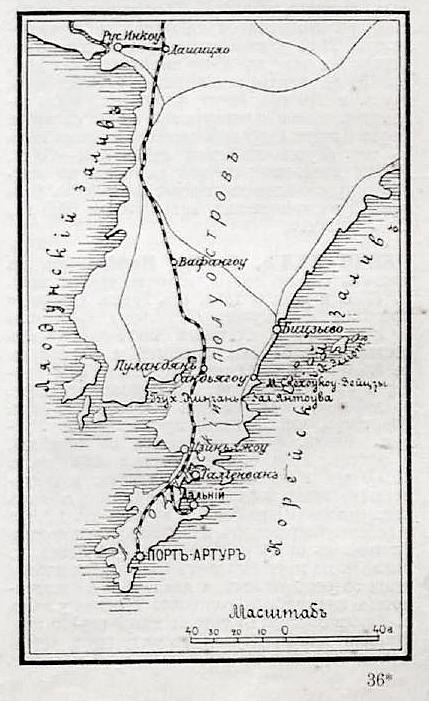
Порт-Артур, Дальний, Бицзыво.
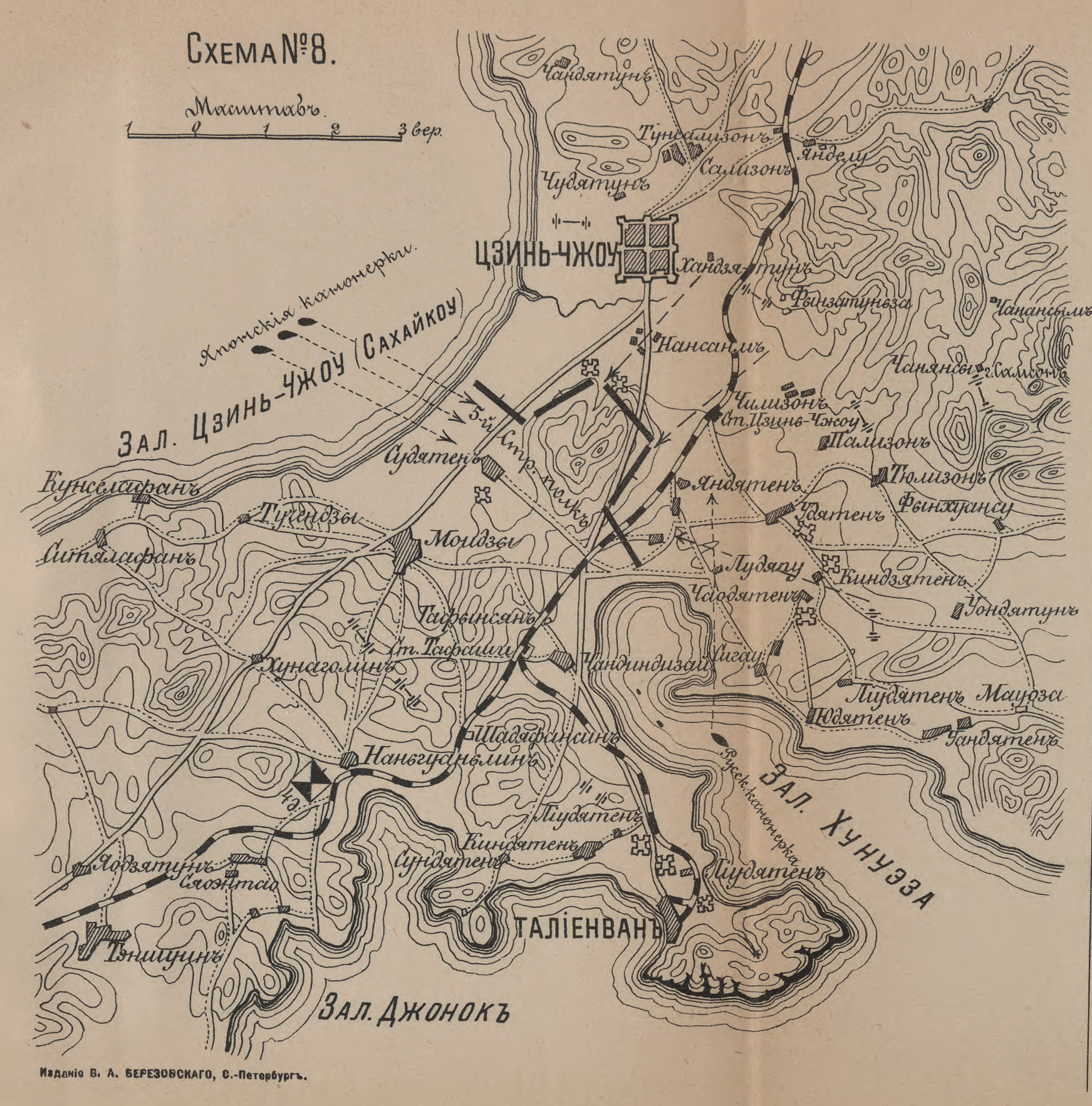
Карта боя.
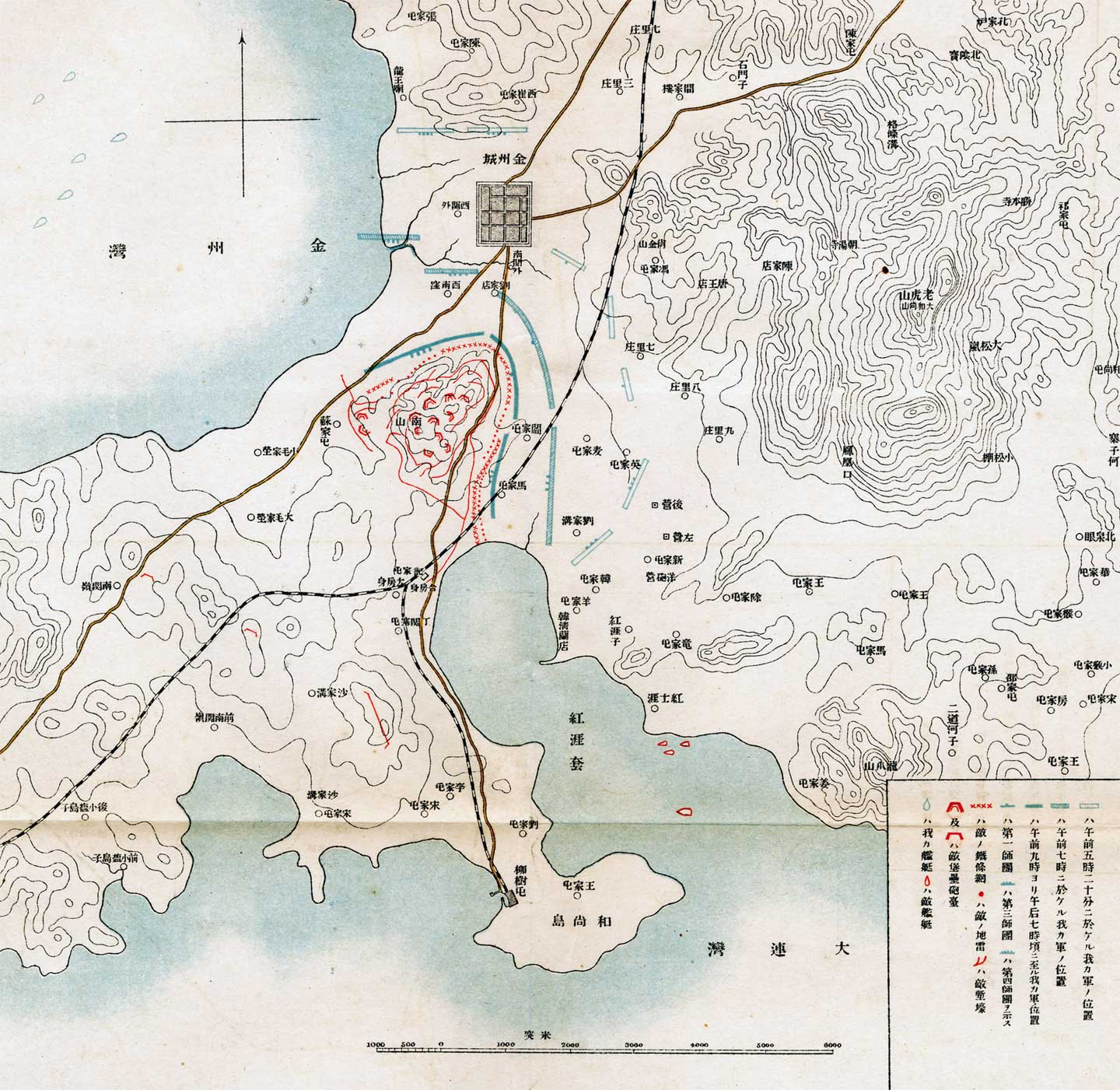
Японская карта боя.
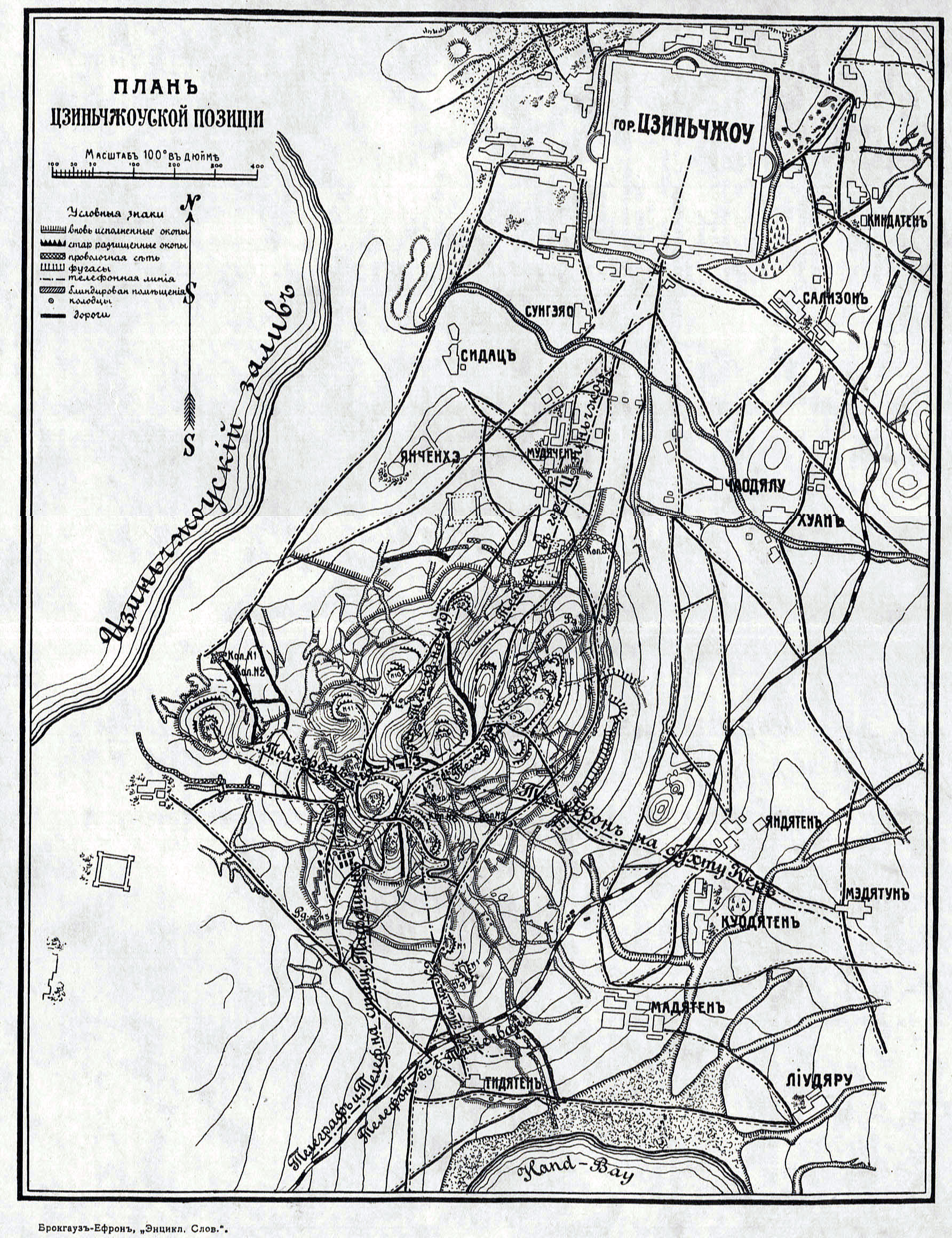
Рисунок из «ЭСБЕ»